# Ateloglossa trivittata
Ateloglossa trivittata är en tvåvingeart som beskrevs av Charles Howard Curran 1930. Ateloglossa trivittata ingår i släktet Ateloglossa och familjen parasitflugor.
Artens utbredningsområde är New York. Inga underarter finns listade.